# John Postans
John Musgrove Postans (Shelley, Suffolk, 1869 - Walton-on-the-Naze, Essex, 9 de gener de 1958) va ser un tirador britànic que va competir a començaments del segle xx.
El 1908 va prendre part en els Jocs Olímpics de Londres, on guanyà una medalla d'or en la prova de fossa olímpica per equips. En aquests mateixos Jocs també disputà la prova individual, però es desconeix el resultat obtingut.